# نظام ذو طور أدنى
في نظرية النظم يرمز مصطلح نظام ذو طور أدنى إلى نوع خاص من النظم. تتمثل خاصية هذه الأنظمة أن ديناميكيتها الصفرية مستقرة. إذا كان النظام خطي فإن هذه الخاصية تعني أنه ليس للنظام أي صفر في نصف المنبسط العقدي الموجب. بالنسبة للأنظمة الخطية المتقطعة يعني هذا أن أصفار النظام كلها داخل دائرة قطرها 1 ومحورها النقطة 0 (دائرة الوحدة).
يمكن إعطاء بعض المعادلات المتعلقة بطور نظام ديناميكي ما عند تردد {\displaystyle w^{*}} إذا اعتبرنا Q هي دالة تحويل النظام المفتوح و{\displaystyle \phi }
طوره:
{\displaystyle \phi _{Q}(jw^{*})\approx -n{\frac {\Pi }{2}}}
حيث n هي الفرق بين مجموع عدد الأقطاب على يسار {\displaystyle w^{*}} ومجموع الأصفار على يساره. ويجدر بالذكر أن هذه المعادلة تقريبية فقط. أما المعادلة الدقيقة فهي:
{\displaystyle \phi _{Q}(jw^{*})=-{\frac {1}{\Pi }}\int _{-\infty }^{\infty }{\frac {ln|Q(j\Omega )|}{w^{*}-\Omega }}d\Omega }